# 豫章道
豫章道（よしょう-どう）は中華民国北京政府により設置された江西省の道。

## 沿革
1914年（民国3年）に清代の贛東道地区に設置。観察使は南昌県に置かれ、下部に南昌、新建、豊城、進賢、南城、黎川、南豊、広昌、資渓、臨川、金渓、崇仁、宜黄、楽安、東郷、余江、上饒、玉山、弋陽、貴渓、鉛山、広豊、横峰の23県を管轄した。1915年（民国4年）5月に観察使は道尹と改められた。1927年（民国16年）に廃止されている。

## 行政区画
廃止直前の下部行政区画は下記の通り。（50音順）
- 鉛山県
- 横峰県
- 貴渓県
- 宜黄県
- 玉山県
- 金渓県
- 広昌県
- 広豊県
- 資渓県
- 上饒県
- 進賢県
- 新建県
- 崇仁県
- 東郷県
- 南昌県
- 南城県
- 南豊県
- 豊城県
- 弋陽県
- 余江県
- 楽安県
- 臨川県
- 黎川県